# Mega Man Battle Network 5
Mega Man Battle Network 5 (Rockman.EXE 5 (ロックマンエグゼ5, Rokkuman Eguze Faibu) au Japon) est un tactical RPG développé par Capcom Production Studio 2 et édité par Capcom en 2005 sur Game Boy Advance et Nintendo DS. C'est le cinquième volet de la série Mega Man Battle Network et le premier jeu de cette série à paraitre sur DS. Comme le précédent opus de la série, le jeu est commercialisé en deux versions différentes sur GBA, Mega Man Battle Network 5 Team ProtoMan (Team of Blues (チーム オブ ブルース, Chīmu Obu Burūsu) au Japon) et Mega Man Battle Network 5 Team Colonel (Team of Colonel (チーム オブ カーネル, Chīmu Obu Kāneru) au Japon), qui ont un gameplay similaire mais des personnages et des scénarios légèrement différents. Sur Nintendo DS, une seule version sort sous le titre Mega Man Battle Network 5: Double Team DS (Rockman.EXE 5 DS: Twin Leaders (ロックマンエグゼ5DS ツインリーダーズ, Rokkuman Eguze Faibu Dī Esu Tsuin Rīdāzu) au Japon), reprenant l'intégralité des deux jeux et rajoutant du contenu inédit. Il est réédité en 2015 sur la console virtuelle de la Wii U,,,,,,,,,,.

## Synopsis
En l’an 19XX, Tadashi Hikari et le Dr Wily, à l’époque bon amis, ont développé ensemble un projet commun, projet qui ne fut cependant jamais terminé et laissé à la charge des générations futures.
De nos jours en l'an 200X, un mois après la destruction de Nebula et le suicide apparent du Dr Regal, Lan Hikari et ses camarades de classe vont visiter le bureau du Dr Yuichiro Hikari, le père de Lan au laboratoire scientifique. Tout à coup un groupe de mystérieux Navis prend le contrôle d'Internet tandis que des gaz soporifiques se répandent dans l’atmosphère. Des inconnus surgissent alors et confisquent tous les PET qu'ils trouvent dans la salle puis enlèvent le Dr Hikari. Lan, qui se trouvait à l’écart, caché dans le bureau de son père, assiste à la scène avant de s’évanouir. Mega Man.EXE et lui ont cependant le temps et la surprise de reconnaître le Dr Regal.

## Système de jeu
Le jeu est la suite de Mega Man Battle Network 4 et reprend ainsi tous les mécanismes du précédent chapitre. Cet opus est décliné en deux versions, Team Colonel et Team Protoman toutes deux sortis sur Game Boy Avance et il existe également version sur Nintendo DS, Mega Man Battle Network 5: Double Team DS, dispose toutefois de contrôles adaptés et d'ajouts spécifiques pour cette console. Les principales différences résident entre autres au niveau des puces disponibles en jeu et les équipes de combats dans lesquelles s'engagent Lan Hikari et Mega Man.EXE ainsi que les quêtes mineures relatives à leurs coéquipiers qui sont différentes d'un jeu à l'autre.
Le gameplay est le même que Mega Man Battle Network 4. Les effets des puces mal ont cependant été modifiés de manière à rendre leur usage moins pénalisant que précédemment. Il est désormais possible d'être soutenu en combat par deux programmes Navis' qui sont des images (copies) des alliés de Mega Man.EXE. En lieu et place des tournois, il existe maintenant des missions de libération, lors desquelles les Navis membres de l'équipe dont fait partie Mega Man, doivent libérer des zones du Net du joug de Nebula et de ses Darkoids.
Dans ce chapitre; le nombre de puces est de 270 (180 standard, 60 mégapuces, 6 gigapuces, 6 puces secrètes, 30 PA (programme avancé).

## Spécificités de la version Nintendo DS
Mega Man Battle Network 5 Double Team DS est une variante du jeu Mega Man Battle Network 5 adaptée à la console Nintendo DS. Il s'agit d'une compilation des deux versions Game Boy Advance (Team Colonel et Team Protoman) jouables séparément. Ces deux jeux ont été cependant modifiés par rapport à leur version GBA et disposent de graphismes et de contrôles adaptés à la plate-forme.

Logo de la version DS, Mega Man Battle Network 5: Double Team DS.

Le jeu est dorénavant en français et l'interface du jeu a été modifiée pour pouvoir être adaptée au mieux aux deux écrans de la DS. L'écran du haut sert à l'exploration et aux combats alors que l'écran du bas sert à représenter l'interface du PET et ses divers sous-menus. La navigation dans le PET peut se faire au stylet ou avec les touches de la DS. En mode exploration dans le monde réel, l'interface du PET montre une représentation de Mega Man.EXE, et plus tard de Protoman.EXE ou de Colonel.EXE (selon la version jouée), en 3D. Il y a quelques voix digitalisées en anglais notamment au démarrage du jeu ou lorsque Lan se connecte au Net. Il est dorénavant possible d'encourager son Navi si celui-ci a une baisse de moral spécifique (marquée par une icône rose) au cours du combat en parlant dans le microphone de la DS. Cela peut provoquer des effets divers comme une remontée de la santé ou un bouclier temporaire. Il est possible d'obtenir et d'afficher des cartes des différentes zones du Net sur l'écran inférieur. En utilisant le port GBA, le jeu permet d'importer une ancienne partie de Team Colonel ou Team ProtoMan. Le jeu détecte si les cartouches GBA des épisodes 1 à 4 sont insérées dans le port GBA de la DS. Il détecte correctement les sous-versions de Mega Man Battle Network 3 et de Mega Man Battle Network 4. La bande-son est également adaptée et modifiée pour convenir à la Nintendo DS. Ce remix est chapeauté par Mitsuhiko Takano.

## Produits dérivés
Il existe de nombreux produits dérivés de Mega Man Battle Network 5. Le plus connu est l'anime, sorti après ce jeu et non pas l'inverse comme certains le pensent. Il retrace assez fidèlement l'histoire du jeu avec quelques différences.